# Radzowice (przystanek kolejowy)
Radzowice – nieczynny przystanek osobowy, na zlikwidowanej linii kolejowej nr 317, w Radzowicach, w województwie dolnośląskim, w powiecie oleśnickim, w gminie Dziadowa Kłoda, w Polsce.